# Colin Thubron

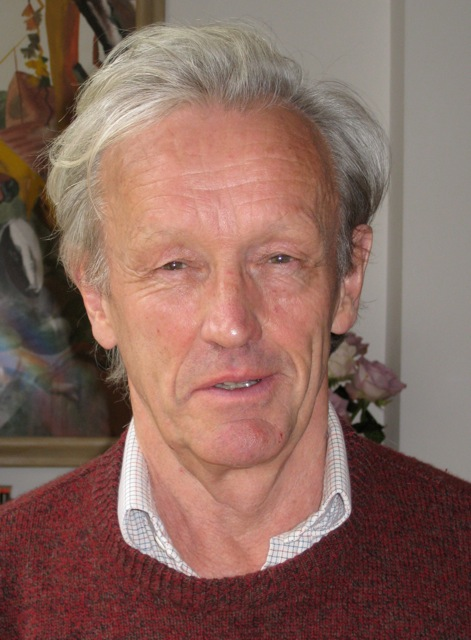
Colin Thubron 2010

Colin Gerald Dryden Thubron FRSL (* 14. Juni 1939 in London) ist ein britischer Schriftsteller, der neben Romanen auch Reiseberichte verfasste und unter anderem mit dem Hawthornden-Preis ausgezeichnet wurde.

## Leben
Nach dem Besuch des Eton College war er kurzzeitig für den Verlag Hutchinson tätig sowie anschließend als freischaffender Filmemacher für das Fernsehen in der Türkei, Japan und Marokko. Sein schriftstellerisches Debüt gab er 1967 mit dem Buch Mirror to Damascus, dem mit The Hills of Adonis: A Quest in Lebanon (1968) und Jerusalem (1969) zwei weitere Bücher über den Mittleren Osten folgten. In The Hills of Adonis berichtete er auch über die Abenteurerin Hester Stanhope, die zwischen 1810 und ihrem Tod 1839 sagenumwoben und exzentrisch über ein lokales „Reich“ in den Drusenbergen des Libanon herrschte.
1969 wurde er Fellow der Royal Society of Literature und verfasste in den folgenden Jahren regelmäßig Artikel und Literaturkritiken in Zeitschriften und Zeitungen wie The Times, The Times Literary Supplement und The Spectator wie zum Beispiel über Rory MacLeans Buch Stalins Nose.
1978 erschien sein historischer Roman Emperor, der im Jahr 312 spielt, während er in Among The Russians (1983) eine Autoreise durch die westliche Sowjetunion in der Endphase der Breschnew-Ära beschreibt. In seinem 1981 erschienenen Buch The Ancient Mariners befasste er sich mit Themen wie Schiffe der Antike und Schifffahrt und Bootsbau im Alten Ägypten.
Für den Roman A Cruel Madness (1984) erhielt er den Macmillan Silver Pen Award des britischen P.E.N.-Zentrums. Für seinen Reisebericht Behind the Wall: A Journey through China (1987) gewann er sowohl den Hawthornden-Preis als auch Thomas Cook-Travel Book Award.
Anschließend erschienen die Romane Falling und Turning Back the Sun (1991), eine Geschichte über Liebe im Exil. In dem Buch The Lost Heart of Asia (1994) erzählt er von seinen Reisen in die kurz zuvor unabhängig gewordenen Republiken in Zentralasien und die Erforschung der Auswirkungen des Zusammenbruchs der Sowjetunion in dieser Region. Nach dem Roman Distance (1996) über einen an Amnesie leidenden Mann, reiste er abermals nach Russland, woraufhin mit In Siberia (1999) sein bisher letzter Reisebericht über dieses Land entstand.
Thubron, der in London lebt, schrieb mit To the Last City (2002) einen weiteren Roman, in dem er die Geschichte einer Reisegruppe in Peru erzählt. Danach erschienen die Reiseberichte Shadows of the Silk Road (2006), eine Darstellung von seiner rund elftausend Kilometer langen Reise über die alten Seidenstraßen von China in die Türkei, sowie zuletzt To a Mountain in Tibet (2011), über seine Wallfahrt zum heiligen Berg Kailash.
Von 2010 bis 2017 war er auch Präsident der Royal Society of Literature. Seit 2020 trägt er den Titel Companion of Literature der Royal Society of Literature.

## Weitere Veröffentlichungen
- Journey into Cyprus, 1975
- The God in the Mountain, 1977
- The Venetians, 1980
- The Royal Opera House, Covent Garden, 1982
- The Silk Road: Beyond the Celestial Kingdom, 1989

in deutscher Sprache
- Hrsg. mit Artemis Cooper: Patrick Leigh Fermor: Die unterbrochene Reise. Vom Eisernen Tor zum Berg Athos. Der Reise dritter Teil, aus dem Englischen von Manfred Allié und Gabriele Kempf-Allié (Originaltitel The Broken Road), Dörlemann Verlag Zürich, ISBN 9783908777953.
- Die Hügel des Adonis : Begegnung mit dem Libanon, Original The Hills of Adonis: A Quest in Lebanon, 1970
- Zypern, Originaltitel Journey into Cyrpus, 1976, ISBN 3-7913-0378-3
- Jerusalem, 1976
- Istanbul, 1978, ISBN 90-6182-276-9
- Die Venezier, Originaltitel The Venetians, 1981, ISBN 90-6182-415-X
- Die Seefahrer des Altertums, Originaltitel The Ancient Mariners, 1982, ISBN 90-6182-410-9
- Unter Russen, Originaltitel Among The Russians, 1984, ISBN 3-7913-0678-2
- Im Garten des Drachen : chinesische Innenansichten, Originaltitel Behind the Wall: A Journey through China, 1989, ISBN 3-8052-0480-9
- Sterntage, Originaltitel Distance, 1998, ISBN 3-548-24339-8
- Sibirien : schlafende Erde – erwachendes Land, Originaltitel In Siberia, 2001, ISBN 3-608-94005-7
- DuMont Reiseabenteuer Im Schatten der Seidenstraße: Entlang der historischen Handelsroute von China nach Kurdistan (Originaltitel Shadow of the Silk Road), 2013, ISBN 978-3770182596
- DuMont Reiseabenteuer Ein Berg in Tibet: Zu Fuß durch den Himalaya zum heiligen Berg Kailash (Originaltitel To a Mountain in Tibet), 2014, ISBN 978-3770182619